# Komitat Győr-Moson-Sopron
Komitat Győr-Moson-Sopron (węg. Győr-Moson-Sopron vármegye) – komitat na północnym zachodzie Węgier, na granicy z Austrią i Słowacją. Zalicza się do unijnego regionu statystycznego „Północno-zachodnie Węgry” (Északnyugat-Magyarország).
Komitat leży na Małej Nizinie Węgierskiej. Obejmuje bagna Hanság, równinę Raby (Rábaköz) i wielką wyspę rzeczną na Dunaju o nazwie Mała Wyspa Żytnia. W zachodniej części komitatu leżą wzgórza Sokoró. Na zachodnim krańcu, na granicy z Austrią koło miasta Sopron leży niewielkie pasmo Gór Szoprońskich. Główne rzeki komitatu to Dunaj i jego odnoga Dunaj Moszoński oraz Litawa, Raba, Rábca i Marcal. Przez północno-zachodnią część komitatu przebiega Einser-Kanal (Hansági-főcsatorna), łączący Jezioro Nezyderskie z Dunajem poprzez rzekę Rábca. Tereny komitatu mają przeważnie charakter stepowej równiny. Przez komitat przebiegają ważna szlaki kolejowe i drogowe łączące Węgry z Austrią i zachodem Europy
Komitat Győr-Moson-Sopron obejmuje części dawnych komitatów Győr, Moson, Pozsony i Sopron, pozostałe przy Węgrzech po traktacie w Trianon. Resztki trzech pierwszych połączono w 1923 w komitat Győr, Moson es Pozsony, w 1945 przemianowany na Győr-Moson. Podczas reformy administracyjnej w 1950 przyłączono do niego komitat Sopron. Obecna nazwa obowiązuje od 1 października 1990.

## Podział administracyjny
Komitat dzieli się na 7 powiatów:
- Csorna
- Győr
- Kapuvár
- Mosonmagyaróvár
- Pannonhalma
- Sopron
- Tét

### Miasta komitatu
Miasta komitatu (według liczby mieszkańców; stan na 2001 r. – dane spisowe):
| - Győr: 129 412 - Sopron: 56 175 - Mosonmagyaróvár: 30 432 - Csorna: 10 704 - Kapuvár: 10 659 - Jánossomorja: 5998 | - Tét: 4113 - Pannonhalma: 3907 - Hegyeshalom: 3526 - Fertőd: 3416 - Lébény: 3159 (2010) |

### Gminy wiejskie komitatu
Gminy wiejskie komitatu (alfabetycznie)
| - Abda - Acsalag - Agyagosszergény - Ágfalva - Árpás - Ásványráró - Babót - Bakonygyirót - Bakonypéterd - Bakonyszentlászló - Barbacs - Bágyogszovát - Beled - Bezenye - Bezi - Bodonhely - Bogyoszló - Börcs - Bőny - Bősárkány - Cakóháza - Cirák - Csáfordjánosfa - Csapod - Csér - Csikvánd - Darnózseli - Dénesfa - Dör - Dunakiliti - Dunaremete - Dunaszeg - Dunaszentpál - Dunasziget - Ebergőc - Edve - Egyed - Egyházasfalu - Enese - Écs - Farád - Fehértó - Feketeerdő - Felpéc | - Fenyőfő - Fertőboz - Fertőendréd - Fertőhomok - Fertőrákos - Fertőszentmiklós - Fertőszéplak - Gönyű - Gyalóka - Gyarmat - Gyóró - Gyömöre - Győrasszonyfa - Győrladamér - Győrság - Győrsövényház - Győrszemere - Győrújbarát - Győrújfalu - Győrzámoly - Halászi - Harka - Hegyeshalom - Hegykő - Hédervár - Hidegség - Himod - Hövej - Ikrény - Iván - Jobaháza - Kajárpéc - Károlyháza - Kimle - Kisbabot - Kisbajcs - Kisbodak - Kisfalud - Kóny - Kópháza - Koroncó - Kunsziget - Lázi - Levél | - Lipót - Lövő - Maglóca - Magyarkeresztúr - Markotabödöge - Máriakálnok - Mecsér - Mezőörs - Mérges - Mihályi - Mosonszentmiklós - Mosonszolnok - Mórichida - Nagybajcs - Nagycenk - Nagylózs - Nagyszentjános - Nemeskér - Nyalka - Nyúl - Osli - Öttevény - Páli - Pásztori - Pázmándfalu - Pér - Pereszteg - Petőháza - Pinnye - Potyond - Pusztacsalád - Püski - Rajka - Ravazd - Rábacsanak - Rábacsécsény - Rábakecöl - Rábapatona - Rábapordány - Rábasebes - Rábaszentandrás - Rábaszentmihály - Rábaszentmiklós | - Rábatamási - Rábcakapi - Répceszemere - Répcevis - Rétalap - Románd - Röjtökmuzsaj - Sarród - Sikátor - Sobor - Sokorópátka - Sopronhorpács - Sopronkövesd - Sopronnémeti - Szakony - Szany - Szárföld - Szerecseny - Szil - Szilsárkány - Tarjánpuszta - Táp - Tápszentmiklós - Tárnokréti - Tényő - Töltéstava - Und - Újkér - Újrónafő - Vadosfa - Vág - Vámosszabadi - Várbalog - Vásárosfalu - Veszkény - Veszprémvarsány - Vének - Vitnyéd - Völcsej - Zsebeháza - Zsira |